# Millstreet
Milstreet (irl. Sráid an Mhuilinn) – miasto w Irlandii w hrabstwie Cork.
W mieście znajduje się katolicki kościół pod wezwaniem świętego Patryka. Od października 1985 r. miastem bliźniaczym jest Pommerit-le-Vicomte we Francuskiej Bretanii.

## Transport
Miasto usytuowane jest na trasie kolejowej Mallow-Killarney-Tralee. Stacja kolejowa Milstreet została otwarta na ruch towarów 16 kwietnia 1853 roku, a zamknięto ją 6 września 1976 roku.

## Wydarzenia
W 1993 roku miasto było gospodarzem Konkursu Piosenki Eurowizji, który został wygrany przez Niamh Kavanagh z Irlandii. W Millstreet Steve Collins dwa razy szczęśliwie obronił pas Światowej Organizacji Bokserskiej WBO w wadze średniej, przeciw Chrisowi Eubankowi w 1995 i przeciw Nevillowi Brownowi w 1996 r. W lipcu 2006 Millstreet był gospodarzem 29. Europejskiej Konwencji Żonglerów. Gościło przez tydzień 2000 żonglerów z 40 różnych krajów. Miasto było gospodarzem pokazów rolniczych w styczniu 2008 i 2009 r. Miasto gościło takich artystów jak The Prodigy, James Blunt i Westlife.
W mieście znajduje się jedno z największych centrów konnych w Irlandii, zwane Areną Zielonych Dolin.
Według spisu ludności w 2006 roku w Millstreet miało najwyższy odsetek polskiej populacji w Irlandii, który wynosił 14%.